# Nils Lundblad
Nils Waldemar Lundblad, född 7 september 1888 i Härslövs socken, död 25 september 1947 i Stockholm, var en svensk ämbetsman och företagsledare.
Nils Lundblad var son till köpmannen Johannes Lundblad. Han avlade mogenhetsexamen i Helsingborg 1906 och juris kandidatexamen i Lund 1911, blev assessor i Hovrätten över Skåne och Blekinge 1919 och tillförordnad revisionssekreterare 1922. Lundblad lämnade 1923 ämbetsmannabanan då han anställdes som ombudsman hos Svenska Sockerfabriks AB i Malmö. Han utsågs 1939 till bolagets vice VD, invaldes i dess styrelse samma år och var 1942–1945 VD för bolaget. Lundblad innehade även förtroendeuppdrag inom en rad andra skånska bolag, bland annat som styrelseordförande i W. Weibull AB i Landskrona 1931–1937, i Manufaktur AB i Malmö 1945–1947 och Malmö Yllefabriks AB 1946–1947. Lundblad var även engagerad i Skånes handelskammare i Malmö, från 1928 som ledamot, från 1938 som ordförande och var även ordförande i kammarens skiljenämnd och ordförande i dess arbetsutskott. Han var ordförande i styrelsen för Skånemässan i Malmö från 1936 och blev vice ordförande i styrelsen för Svenska arbetsgivareföreningen 1947. Han var även ledamot av Järnvägsrådet, av styrelsen för Sveriges industriförbund, Sveriges kemiska industrikontor och Centralbolaget för Kemiska industrier AB